# Friedrich von Wrangel

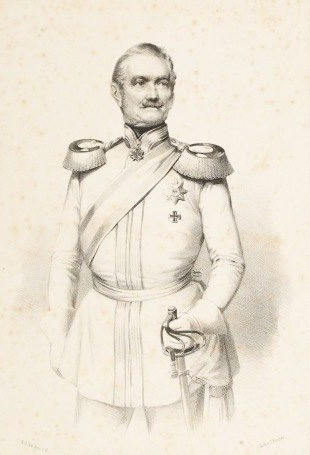
Generalfeldmarschall Friedrich von Wrangel. Porträt von Franz Krüger, 1856. Wrangels Unterschrift:

Friedrich Heinrich Ernst Freiherr von Wrangel, ab 1864 Graf von Wrangel, volkstümlich genannt „Papa Wrangel“ (* 13. April 1784 in Stettin; † 1. November 1877 in Berlin) war ein preußischer Generalfeldmarschall.

## Leben

### Herkunft

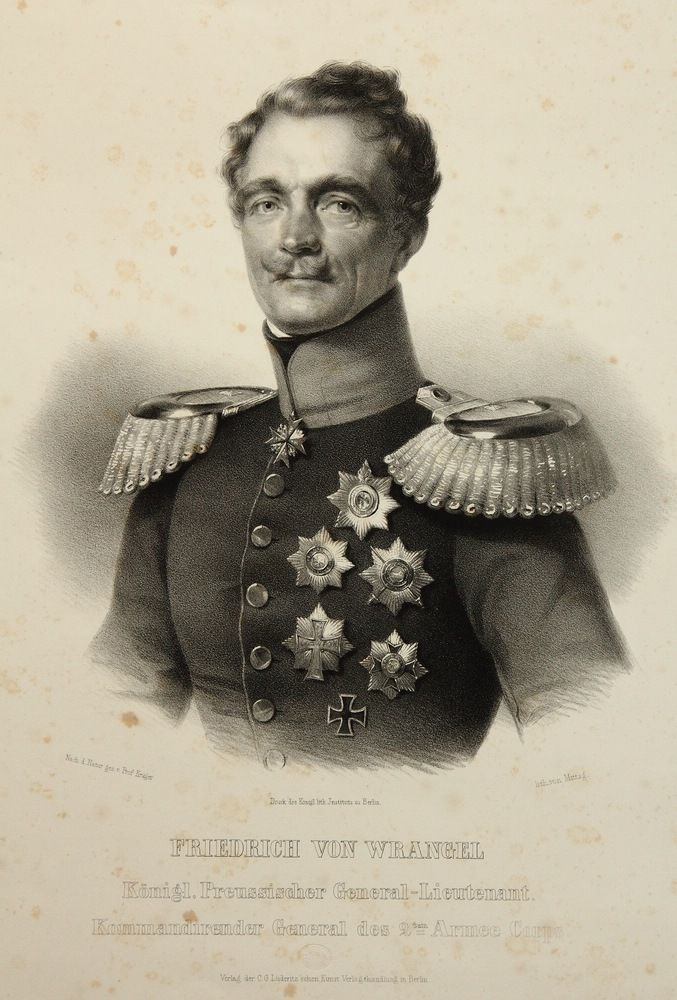
Friedrich von Wrangel als Generalleutnant und Kommandierender General des 2. Armeekorps. Lithographie von Krüger und Mittag, um 1845

Friedrich Freiherr von Wrangel stammte aus der alten deutschbaltisch-schwedisch-pommerschen Offiziersfamilie Wrangel. Er war der Sohn des preußischen Generalmajors Friedrich Ernst von Wrangel (* 7. April 1720 in Ambothen, Livland; † 13. Januar 1805 in Kolberg) und dessen Ehefrau Sophie Luise Elisabeth von Below aus dem Hause Reetz (* 26. August 1752; † 26. April 1805 in Kolberg).

### Militärkarriere
Bereits 1796, als Zwölfjähriger, trat er als Gefreiterkorporal beim Dragonerregiment „von Werther“ Nr. 6 in die Preußische Armee ein. Dort wurde er am 8. Juni 1797 Fähnrich und am 5. Oktober 1798 Sekondeleutnant. Als solcher focht Wrangel in den Napoleonischen Kriegen bei Preußisch Eylau und Heilsberg. In dieser Schlacht führte er einen gelungenen Angriff auf ein französisches Karree durch, erlitt dabei einen Schuss in die Schulter und wurde für sein tapferes Verhalten am 18. Juli 1807 mit dem Orden Pour le Mérite ausgezeichnet. Wrangel wurde dann in das Kürassierregiment Nr. 3 versetzt und am 19. März 1808 zunächst zum Premierleutnant, dann am 18. April 1809 zum Stabskapitän befördert und schließlich am 20. September 1811 zum Eskadronchef ernannt. Er kämpfte in den Befreiungskriegen 1813 in den Schlachten bei Bautzen und Großgörschen, wurde am 3. August 1813 Major und zeichnete sich mit seiner Reiterei auch in der Schlacht bei Leipzig als draufgängerischer Truppenführer aus. Wrangel war 1814 auch am Feldzug in Frankreich beteiligt und wurde dabei am 13. Mai 1814 zum Oberstleutnant und am 3. Oktober 1815 zum Oberst befördert. Im folgenden Jahr 1815 rückte er wieder in Frankreich ein, kam aber wegen des frühen Friedensschlusses mit seiner Reiterei nicht mehr zum Einsatz.
Am 25. März 1821 wurde er Kommandeur der 10. Kavallerie-Brigade und erhielt am 30. März 1823 den Rang eines Generalmajors. Am 13. November 1834 übernahm er das Kommando über die 13. Division in Münster. Als es dort 1837 infolge der Kölner Wirren zu Unruhen kam, schlug Wrangel diesen Aufruhr schnell nieder und wurde am 30. März 1838 zum Generalleutnant befördert. Am 20. November 1839 wurde er zum Kommandierenden General des I. Armee-Korps in Königsberg ernannt, am 7. April 1842 tauschte er dieses Kommando und übernahm die Führung des II. Armee-Korps in Stettin. Am 20. April 1848 wurde er zum General der Kavallerie befördert und übernahm nach Beruhigung der Berliner Revolution am 13. November 1849 das Kommando des dortigen III. Armee-Korps. Am 15. August 1856 erhielt er schließlich den Rang eines Generalfeldmarschalls der Preußischen Armee. Sein Stammtruppenteil war das aus einem altpreußischen Dragonerregiment hervorgegangene Ostpreußische Kürassierregiment Nr. 3, dessen Chef er 1845 wurde und das 1889 offiziell seinen Namen erhielt.

#### Revolution 1848

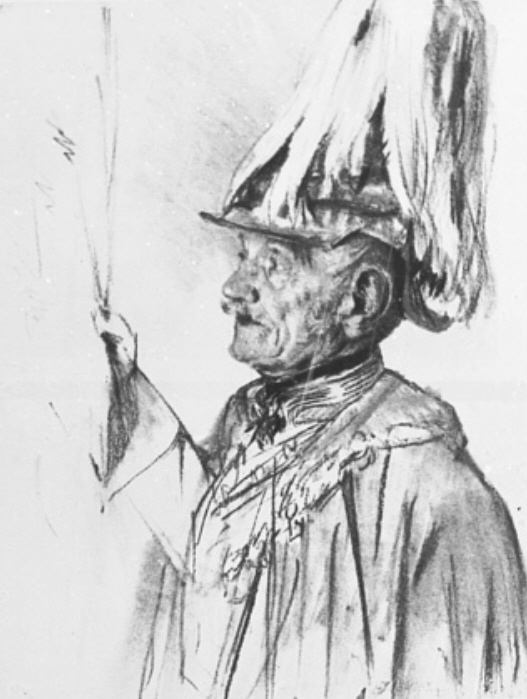
Friedrich Graf von Wrangel. Porträt von Adolph Menzel, um 1865

Im Revolutionsjahr 1848 befehligte Wrangel vom 21. April bis zum Waffenstillstand von Malmö am 26. August die preußischen Truppen im Schleswig-Holsteinischen Krieg.
Am 10. November 1848 marschierte Wrangel, den König Friedrich Wilhelm IV. zum Oberkommandierenden in den Marken ernannt hatte, gegen das revolutionäre Berlin. Von seiner Entschlossenheit sollte die Entscheidung zwischen Revolution und Reaktion maßgeblich abhängen. Die Revolutionäre hatten gedroht, seine Frau aufzuknüpfen, falls Wrangel in die Hauptstadt einrücken würde; gleichwohl führte er die Truppen in die Stadt und soll beim Durchqueren des Brandenburger Tores, damals die Berliner Stadtgrenze im Westen, zu seinem Adjutanten gesagt haben: „Ob se ihr jetze woll uffjehangen haben?“ Es kam zum Disput mit dem Kommandanten der Bürgerwehr, Major Otto Rimpler: Beide verständigten sich auf einen unblutigen Ablauf, und die Bürgerwehr ergab sich in die Hände des Generals, der sofort die Versammlung der Volksvertreter im Schauspielhaus auflöste, am 12. November den Belagerungszustand und am 14. schließlich das Kriegsrecht über die preußische Hauptstadt verhängte. Die Revolution war niedergeschlagen, Frau von Wrangel wurde kein Haar gekrümmt. Seither gehörte Wrangel zu den engsten militärischen Gefolgsleuten des Prinzen Wilhelm von Preußen, des späteren Königs und Kaisers Wilhelm I. Von 1849 bis 1864 war er Gouverneur von Berlin.

#### Deutsche Einigungskriege

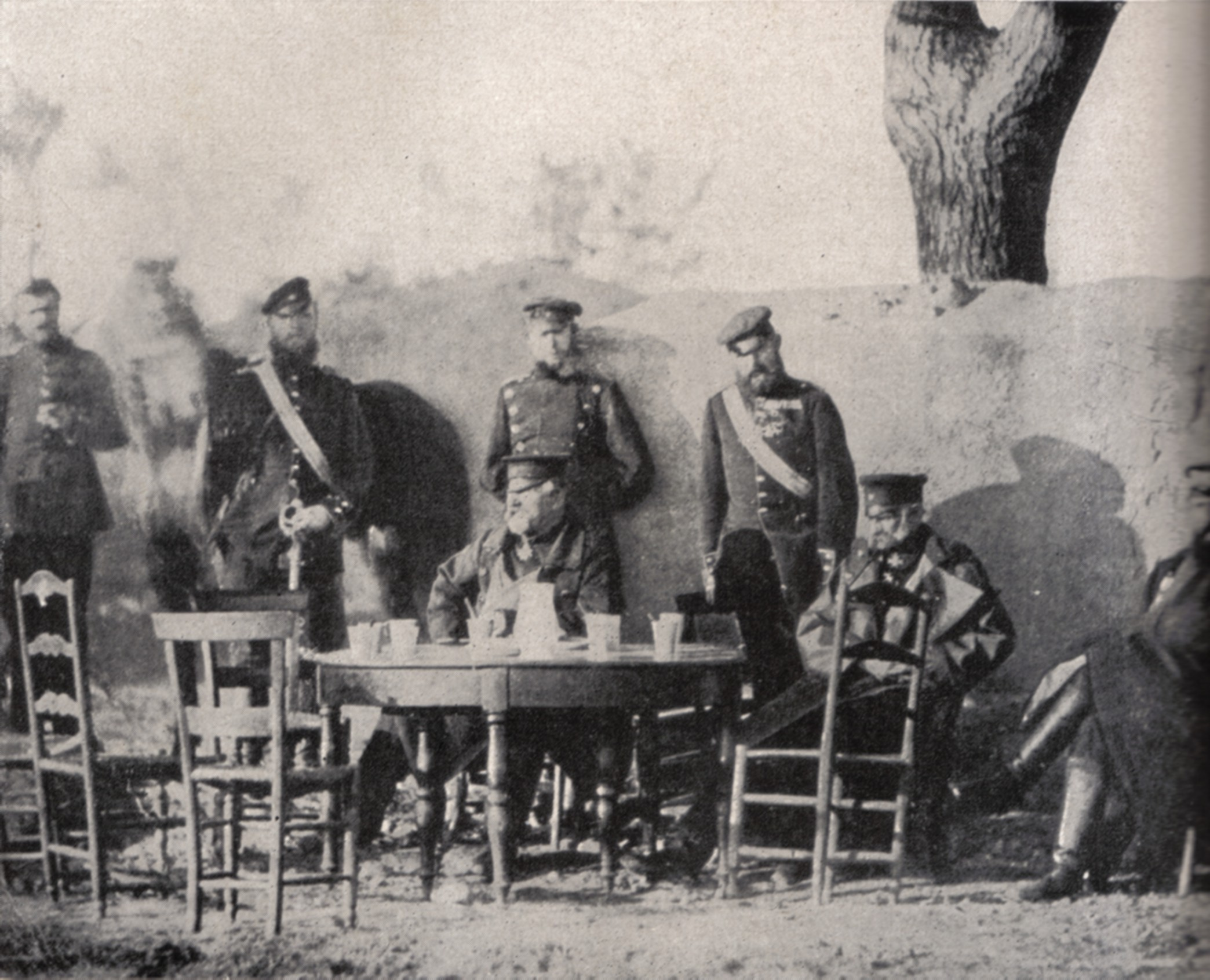
Generalfeldmarschall Graf Wrangel als „Schlachtenbummler“ im Alter von 86 Jahren mit seinem ihm ehrenhalber zugeordneten Stab bei Corny an der Mosel nahe Metz im Deutsch-Französischen Krieg, September 1870

Während des Deutsch-Dänischen Krieges 1864 hatte Wrangel zunächst den Oberbefehl über die preußisch-österreichischen Truppen inne. Er wurde aber im Kriegsverlauf schnell abgelöst, da er wegen seines fortgeschrittenen Alters nicht mehr fähig war, die weitläufigen, von Generalstabschef Helmuth von Moltke geplanten Operationen zu koordinieren. Ohnehin galt er nicht als intellektueller Stratege, sondern als schneidiger Frontoffizier mit kernigem Berliner Humor. Während des Feldzuges kam es zu einer heftigen Kontroverse mit dem zu einem behutsameren Vormarsch mahnenden preußischen Ministerpräsidenten Otto von Bismarck, in deren Verlauf Wrangel in einer unchiffrierten Depesche von „Diplomaten, die an den Galgen gehören“ sprach. Nach dem Friedensschluss entschuldigte er sich bei Bismarck, der die Bemerkung zu Recht auf sich bezogen hatte. Wrangel war zeitlebens streng konservativ und königstreu eingestellt; bei seinen Soldaten war er wegen seiner leutseligen Art beliebt.
Am 18. Mai 1864 wurde Wrangel in den Grafenstand erhoben. Seit seiner Beförderung zum Generalfeldmarschall 1856 war er nach dem König der ranghöchste Offizier der Preußischen Armee; Bogdan Graf von Hutten-Czapski berichtet in seinen Memoiren, dass es für angehende Offiziere üblich war, bei dem alten Feldmarschall höflichkeitshalber einen Antrittsbesuch zu machen. Beim Einzug der siegreichen Truppen in Berlin nach dem Deutschen Krieg 1866 und dem Deutsch-Französischen Krieg 1871 durfte er ehrenhalber an der Spitze reiten, noch vor Bismarck, Roon und Moltke. Er starb 1877 im hohen Alter von 93 Jahren.

### Familie
Wrangel heiratete am 26. Dezember 1810 auf dem Hauptgestüt Trakehnen seine Cousine Lydia Caroline Emilie von Below (1792–1880). Sein Schwiegervater war der dortige Landstallmeister Friedrich Karl Ludwig von Below. Das Paar hatte drei Söhne, die alle verhältnismäßig jung starben:
- Gustav Carl Friedrich (1812–1849), Beamter
- Friedrich Carl Paul Gustav Georg (1816–1847), preußischer Sekondeleutnant
- Friedrich Emil Gustav (1821–1867), preußischer Sekondeleutnant, zuletzt Adjutant bei seinem Vater, dem Oberkommandierenden in den Marken

### Auszeichnungen
Wrangel war bei seinem Lebensende Träger fast aller hohen Auszeichnungen, die im Königreich Preußen zu vergeben waren. Bereits während der Befreiungskriege hatte er das Eiserne Kreuz erworben; später erhielt er das Eichenlaub und die Krone zu seinem 1807 in der Schlacht bei Heilsberg erworbenen Pour le Mérite. 1849 wurde Wrangel Ritter des Schwarzen Adlerordens und war ab 1859 auch Ordenskanzler. Beim Johanniterorden trug er die besondere Titulatur Ordens-Hauptmann. Bei höfischen Veranstaltungen trug er das Reichspanier, so bei der Königskrönung Wilhelms I. 1861 in Königsberg.
Wrangel ist Ehrenbürger von Berlin (1850), Potsdam (1856) und Rathenow.

## Fortleben

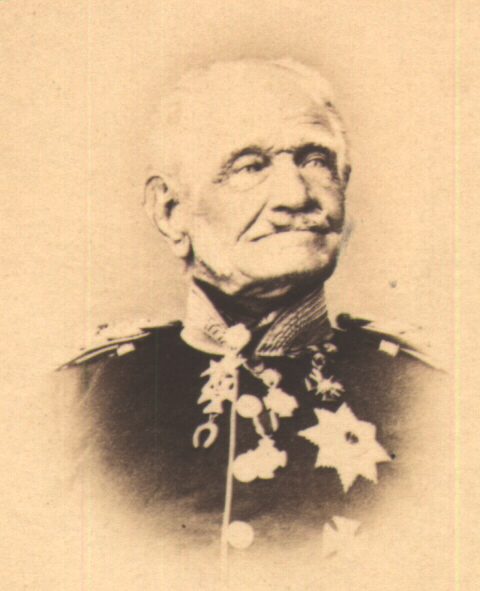
Der alte Friedrich von Wrangel

### Historische Bewertung
Weniger als Heerführer – Hans-Ulrich Wehler nennt ihn in Bezug auf den Feldzug von 1864 „völlig inkompetent“ – denn als Berliner „Original“ mit „drastischem Humor und schlagfertigem Witz“, um das sich zahlreiche, oft witzige Anekdoten ranken, ging „Papa Wrangel“ in der preußischen Restaurationszeit nach 1849 ins kollektive Gedächtnis ein.
Philipp zu Eulenburg, dessen Vater, Philipp Konrad Graf zu Eulenburg (1820–1889), von 1853 bis 1860 persönlicher Adjutant des Generals gewesen war, schrieb zu Wrangels „Pose eines Originals“:

„Ich zweifle nicht daran, dass der sehr kluge Herr vor vielen Jahren die Pose eines Originals völlig bewusst und absichtlich angenommen hatte, auch zunächst das ‚mir‘ und ‚mich‘ absichtlich verwechselte. Doch war die Rolle, die er mit Meisterschaft spielte, zugleich eine bequeme Form, den Menschen mehr sagen zu können, als mit ernstem Gesicht und in wohlgefasster Rede. Schließlich aber wurde die Pose ganz unzweifelhaft zur Natur, und ihre Echtheit wurde schlagend und überzeugend. Dass er aber für seine Erinnerung hierdurch so wesentlich gewirkt hat, ist sicherlich nicht seine Absicht gewesen.“

Der liberale dänische Literat Georg Brandes setzt in folgender allgemeiner Bewertung Wrangel als kennzeichnend für die preußische Monarchie.

„Wenn man hört, dass sich Kaiser Wilhelm bei der Enthüllung des Goethe-Denkmals zurückhielt, bei der des Wrangel-Denkmals aber einfand – Wrangel, dieser alte gestiefelte Kater, der immer mit Bonbons in den Taschen herumlief und die Berliner Straßenjugend hinter sich herzog und der nur merkwürdig war mit seinen neunzig Jahren und seinem unglaublich naiven und ungrammatikalischen Deutsch –, dann ist das allgemeinmenschlich gesehen schockierend, vom Standpunkt der deutschen Militärmonarchie ist es logisch […] Diesem alten Wrangel, der ein Haudegen und kein Heerführer war, wohnte der Geist inne, der Preußen groß gemacht hat. Als sein Sohn als junger Offizier in seinem Leichtsinn Schulden gemacht und schließlich den Namen des Vaters unter einen Wechsel gesetzt hatte, ging er in seiner Verzweiflung zu ihm und bat um Hilfe. Da antwortete der Alte: ‚Du hast dich ehrlos betragen; ich betrachte dich nicht mehr als meinen Sohn.‘ Als der Sohn fragte, was er denn jetzt noch habe, lautete die Antwort: ‚Du hast deine Pistolen.‘ Der Sohn ging hin und erschoss sich. Wie die deutsche Monarchie eingerichtet ist, trug in der Tat der Geist des alten Wrangel mehr als Goethes dazu bei, sie zusammenzuzimmern und ihr diese eigentümliche Atmosphäre zu verleihen.“

### Anekdotisches
In einer Studie über den Vater Eulenburgs überliefert Theodor Fontane einige anekdotische Züge Wrangels, die ein Licht auf die Gründe seiner Volkstümlichkeit werfen mögen:

„Wrangel inspizierte Truppen in Ruppin (auch andere Städte werden genannt) und die Ruppiner hatten ihren Jungfrauenflor in drei Gliedern aufgestellt. Die hübschesten natürlich in der Front. Wrangel küßte die ganze Frontreihe durch und sagte dann, auf den Rest deutend: ‚Eule [gemeint ist der Adjutant Eulenburg], küsse weiter‘.
In der Regel indes war der Adjutant nur Augen- und Ohrenzeuge dessen, was vorfiel. So bei folgender Gelegenheit. Ein Bataillon genügte nicht, auf welche Wahrnehmung hin der Alte spöttisch und zweideutig bemerkte: ‚Das nächste Jahr, Herr Major, werd’ ich Ihnen woll nich wiedersehn.‘ ‚Aber Exzellenz sind ja noch so rüstig‘, antwortete dieser. Und Wrangel, der Geistesgegenwart liebte, drohte nur lächelnd mit dem Finger und ließ es für diesmal bei dem bloßen Avis [Verwarnung] bewenden.“

Hans Ostwald schrieb:

„Als Wrangel am 10. November 1848 die Truppen, die infolge des 18. März Berlin hatten verlassen müssen, wieder zurückkehren sollten, hatte das Volk dem General gedroht, man würde seine Gattin hängen, wenn er es wagte, in Berlin einzurücken. Natürlich kehrte sich der General nicht an diese Drohung. Als er aber an der Spitze seiner Truppen durch das Brandenburger Tor ritt, wandte er sich plötzlich an seinen Adjutanten mit der Frage: ‚Ob se ihr woll jetzt hängen?‘“

„Friedrich von Wrangel wollte zum König und hatte, weil er das Immediatrecht besaß und von der Wichtigkeit seines Anliegens überzeugt war, sich dazu nicht angemeldet. Doch Friedrich Wilhelm IV. befand sich grade in einem Gespräch mit  Peter Joseph Lenné, der den König ganz für sich einnahm. So wurde der Generalfeldmarschall auf einen späteren Termin vertröstet. Wrangel konnte es kaum glauben, dass der König dieser ‚Nebensächlichkeit‘ den Vorrang gab. Dennoch verabschiedete er sich gehorsam beim König und an Lenné gewandt mit den Worten: ‚Auf Wiedersehn Herr Gärtner!‘“

„Der alte Wrangel war zu einer königlichen Tafel geladen. Seine Tischdame, eine Prinzessin, meinte, dass Wildlederhandschuhe das Beste für zarte Haut wäre. ‚Das überrascht mich, Prinzessin! Ich trag nun fuffzig Jahr Reithosen aus Wildleder und hab einen Hintern wie ein Reibeisen.‘“

„Friedrich von Wrangel schlug 1848 die März-Revolution in Berlin ohne Blutvergießen nieder. Otto Rimpler hatte das Kommando über die Bürgerwehr, die die zweite Kammer im Schauspielhaus schützen sollte. Wrangel ließ das Gebäude umstellen und setzte sich in einen Lehnstuhl und wartete. Otto Rimpler drohte ihm: ‚Exzellenz, wir werden nur der Gewalt weichen.‘ Daraufhin Wrangel: ‚Is jut, mein Sohn. Die Jewalt is jetzt da. Ick bin die Jewalt.‘“

### Denkmale
Die Wrangelstraße in Berlin-Kreuzberg wurde bereits 1849 nach Wrangel benannt, ebenso das von ihm als Stadtkommandant bewohnte Wrangelpalais. In Berlin-Steglitz trägt eine Straße, die an seiner Sommerresidenz – dem Wrangelschlösschen – entlangführt, etwa seit 1880 seinen Namen. Im Hamburger Stadtteil Hoheluft-West befindet sich, mitten im Generalsviertel, eine Wrangelstraße, ebenso in Kiel. In Elmshorn gibt es zu seinem Gedenken eine Wrangelpromenade. Sein von Karl Keil geschaffenes Denkmal stand von 1880 bis 1945 auf dem Leipziger Platz in Berlin. Den von Hugo Hagen geschaffenen Wrangelbrunnen daselbst stiftete der Namensgeber aus seinem Privatvermögen.
In dem 1940 erschienenen Film Bismarck von Wolfgang Liebeneiner wird Wrangel von Hans Junkermann dargestellt.
In der achtteiligen dänischen Fernsehserie 1864 wird die Figur Wrangels von Hans-Michael Rehberg gespielt.

### Genealogie
- Henry von Baensch: Geschichte der Familie von Wrangel. Wilhelm Baensch Verlagshandlung, Berlin / Dresden 1887, S. 717. Digitalisat (Nachdruck Boston 2005). Digitalisat.
- Gothaisches Genealogisches Taschenbuch der Gräflichen Häuser 1865. Justus Perthes, Gotha 1864; google.de/books
- Liste der Mitglieder der Balley Brandenburg des Ritterlichen Ordens St. Johannis vom Spital zu Jerusalem 1859. Hrsg. Johanniterorden 1. Auflage, Verlag Martin Berendt, Berlin 1859, S. 2. Ordens-Hauptmann. Digitalisat

### Monographien
- Biographie des General-Feldmarschall Grafen von Wrangel. Nach amtlichen Materialien bearbeitet. u. hrsg. von B. Brunckow, Berlin 1866.
- Gustav von Glasenapp: Militärische Biographien des Offizier-Corps der Preussischen Armee. Berlin 1868, S. 6, Textarchiv – Internet Archive
- Franz Ludwig August von Meerheimb: Graf von Wrangel, Königlich Preußischer General-Feldmarschall. E. S. Mittler, Berlin 1877.
- E. von Maltiz: Lebensgeschichte des Königlich Preussischen General-Feldmarschalls Grafen Friedrich Heinrich Ernst von Wrangel. Zur Erinnerung an dessen hundertjärigen Geburtstag am 13. April 1884. Nach Familien-Papieren und authentischen Quellen bearbeitet.1884 (Hierin und bei Baensch Teile einer nicht veröffentlichten Autobiografie Wrangels).
- Kurt von Priesdorff: Soldatisches Führertum. Band 6. Hanseatische Verlagsanstalt Hamburg, o. O. [Hamburg], o. J. [1938], S. 263–277, Nr. 1890; DNB 367632810.
- Harald Müller: Friedrich Heinrich Ernst von Wrangel. General der Konterrevolution. In: Helmut Bleiber u. a. (Hrsg.): Männer der Revolution von 1848. Band 2. Akademie Verlag, Berlin 1987, ISBN 3-05-000285-9, S. 513–536.
- Bernhard von Poten: Wrangel, Friedrich Graf von. In: Allgemeine Deutsche Biographie (ADB). Band 44, Duncker & Humblot, Leipzig 1898, S. 226–232.
- Volker Schäfer: Friedrich Graf von Wrangel. In: Gerhard Taddey (Hrsg.): Lexikon der deutschen Geschichte. Ereignisse, Institutionen, Personen. Von den Anfängen bis zur Kapitulation 1945. 3., überarbeitete Auflage. Kröner, Stuttgart 1998, ISBN 3-520-81303-3, S. 1385.

### Memoiren
- Philipp zu Eulenburg: Der alte Wrangel. In: Aus fünfzig Jahren. Berlin 1923, S. 13–22.
- Karl Ludwig von Prittwitz: Berlin 1848. Berlin 1985.

### Populäres
- Wilhelm Pätzold: Blücher- und Wrangel-Anekdoten. O. Leiner, Leipzig 1889
- Arthur Bach: Papa Wrangel. Aus dem Leben des Generalfeldmarschalls Graf Friedrich Heinrich Ernst von Wrangel. 1784–1877. Woltersdorf-Verlag, Woltersdorf b. Erkner 1937
- August Straub: Papa Wrangel: Anekdoten um ein preußisches Reiterleben. München 1942.
- Siegfried Fischer-Fabian: „Achtzig müsste man sein …“ – Friedrich Graf von Wrangel. In: Berlin-Evergreen. Bilder einer Stadt in sechzehn Porträts. Ullstein, Frankfurt/Main 1975, S. 49–59.
- Kurt Wernicke: Gouverneur und Generalfeldmarschall. Der Ehrenbürger Friedrich von Wrangel (1784–1877). In: Berlinische Monatsschrift (Luisenstädtischer Bildungsverein). Heft 7, 1998, ISSN 0944-5560, S. 63–65 (luise-berlin.de).